# Mondovisione
Mondovisione è il termine che definisce la teletrasmissione transcontinentale e transoceanica di un segnale elettrico in grado di trasferire suoni ed immagini attraverso un satellite artificiale in orbita geocentrica.
La data di avvio del servizio viene indicata nell'11 luglio 1962 quando alle 0.48 (ora del meridiano di Greenwich) le stazioni geospaziali di Goonhilly Down (Goonhilly Satellite Earth Station), in Inghilterra, e Pleumeur-Bodou, in Bretagna ricevettero immagini provenienti dalla stazione USA di Andover (Andover Earth Station, nel Maine), rilanciate dal satellite Telstar, messo in orbita il giorno precedente dalla base aerospaziale di Cape Canaveral.

## Prima trasmissione in mondovisione
La prima trasmissione vera e propria diffusa in mondovisione dagli Stati Uniti d'America si ebbe poi un paio di settimane dopo, il 23 luglio, e durò poco meno di otto minuti (il satellite Telstar non era geostazionario, pertanto era "visibile" dalle due sponde dell'oceano Atlantico solo per pochi minuti). Prevedeva, sullo sfondo della bandiera statunitense e con l'audio che irradiava l'inno nazionale, la telecronaca dello scambio di saluti fra il vicepresidente Lyndon B. Johnson e Frederick Kappel, presidente della AT&T, la società di telecomunicazioni cui era stato affidato il compito di realizzare il primo satellite artificiale Telstar.
La trasmissione, rilanciata dal satellite, veniva captata dalla stazione di ricezione inglese e a sua volta ritrasmessa a sedici emittenti televisive europee collegate, fra cui la RAI.

## Il contributo dell'Italia
Contestualmente, dall'Italia, circa tre ore dopo, poco prima delle 23, veniva irradiato il primo contributo dell'allora Programma Nazionale (il Secondo Programma, o Secondo Canale, era entrato in funzione solo da pochi mesi, nel novembre 1961) comprendente un estratto di diversi servizi giornalistici e documentaristici trasmessi in diretta televisiva, il tutto per una durata di cinque minuti e l'utilizzo di undici telecamere.
La copertura dell'evento, commentato dal giornalista del telegiornale Luca Di Schiena, era coordinata da un gruppo di registi che sarebbero poi diventati nomi molto conosciuti nell'ambito televisivo: Ubaldo Parenzo, Giuseppe Sibilla, Franco Morabito, Giovanni Coccorese e Mario Conti.
Il menù della televisione italiana comprendeva estratti da un concerto nella Cappella Sistina (Tu es Petrus il brano eseguito), un servizio dal Colosseo e dal Palazzo della FAO alle Terme di Caracalla, dove era parallelamente in corso una rappresentazione di Tosca di Giacomo Puccini (venne trasmessa la romanza E lucean le stelle, cantata dal tenore Ferruccio Tagliavini). Concludeva il contributo un servizio dalla Sicilia riguardante la pesca a Mazzarò di Taormina.

### Trasmissioni RAI trasmesse in Mondovisione
I programmi della RAI trasmessi in Eurovisione e in Mondovisione sono la Santa Messa di Natale e di Pasqua con benedizione Urbi et Orbi ("alla Città di Roma e al Mondo intero") e messaggio di augurio del Papa, il Rito della Via Crucis del Venerdì Santo al Colosseo, lo Zecchino d'Oro, ed altri importanti eventi, soprattutto sportivi.
Nel 2015 la RAI ha trasmesso in Eurovisione e in Mondovisione le trasmissioni televisive e i collegamenti di EXPO MILANO 2015, tra cui anche il concerto inaugurale di Andrea Bocelli, presentato da Paolo Bonolis e Antonella Clerici. Nel 2017 anche il concerto televisivo di Vasco Rossi, condotto da Paolo Bonolis con voci fuori campo è andato in onda in diretta in mondovisione. Il 21 giugno 2019 la RAI ha trasmesso in diretta dall'Arena di Verona in mondovisione la Traviata di Giuseppe Verdi con la regia e le scene di Franco Zeffirelli alla presenza del Presidente della Repubblica italiana Sergio Mattarella e delle più alte cariche dello Stato con una trasmissione televisiva speciale intitolata Zeffirelli l'ultimo sogno in omaggio al regista scomparso sei giorni prima dell'evento. Questo è stato l'ultimo progetto del regista che non ha potuto partecipare in seguito alla sua dipartita e per l'occasione la tv di Stato ha organizzato questa diretta speciale. In occasione del 100º anniversario dell'Arena di Verona la RAI venerdì 16 giugno 2023 ha trasmesso in onda su Rai 1 in diretta Mondovisione dell'Arena l'Aida di Giuseppe Verdi con una trasmissione intitolata Arena 100 anni in una notte condotta da Milly Carlucci e con la partecipazione di Alberto Angela e Luca Zingaretti. È stata trasmessa anche in Mondovisione il 28 agosto 2022, da L'Aquila in Abruzzo la 728ª edizione della Perdonanza Celestiniana a cui ha partecipato anche Papa Francesco.
Il Festival di Sanremo è trasmesso invece solamente in Eurovisione.